# 윙맨

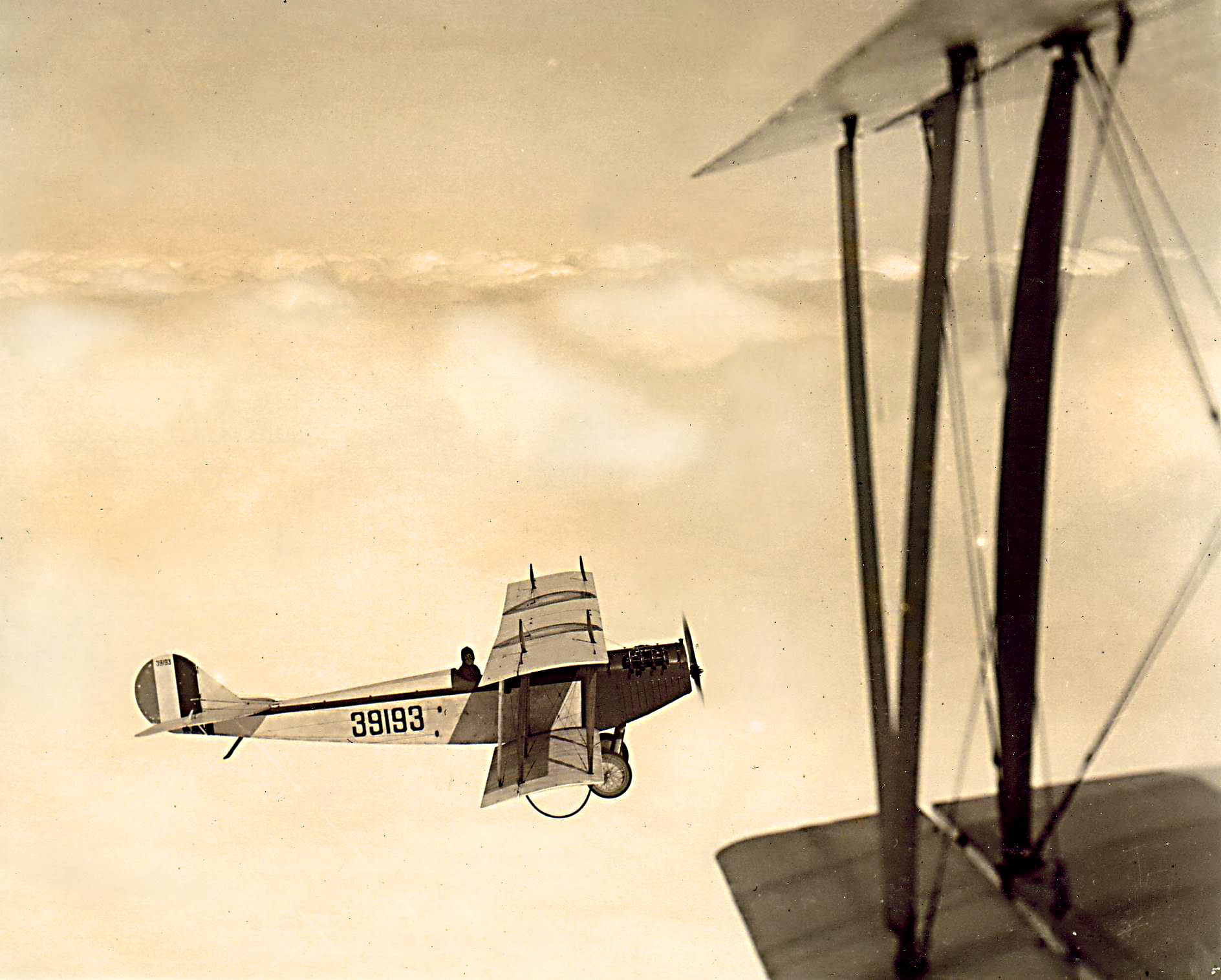

윙맨(wingman) 또는 윙메이트(wingmate)는 위험한 비행 임무 중 동료 조종사를 서포트하는 조종사를 의미한다. 윙맨은 원래 항공기 편대에서 선두 비행기 옆과 약간 뒤에 떨어져서 비행하는 비행기였다.

## 설명
윙맨의 역할은 비행을 더 안전하고 유능하게 만들어 공중전을 지원하는 것이다. 즉, 상황 인식을 증폭하고 화력을 증가시키며 보다 역동적인 전술을 허용한다.

### 기원
윙맨의 개념은 거의 전투기 항공만큼 오래되었다. 1915년 8월 9일, 오스발트 뵈엘케는 막스 이멜만을 추격하는 프랑스 비행기를 격추시켰을 때 이미 그 역할을 맡고 있었다.
로버트 스미스 대령은 한국 전쟁 동안 윙맨의 업무와 역할에 대해 광범위하게 설명했다. 윙맨의 주요 책임 중 하나는 공중 대형의 리더 가까이에 남아 상호 보호를 잃는 대가로 리더에게 즉각적인 위협을 경고하는 것이다. 스미스는 책임이 상호 배타적이라고 설명했다. 리더를 잃지 않으려면 윙맨은 자신의 앞에 있는 것을 주시하고 리더에게 위협을 경고하려면 후방에 집중해야 한다. 리더를 보호하기 위해 윙맨은 주변 환경과 움직임에 따라 끊임없이 반응해야 한다. 스미스는 시야가 좋지 않은 조건에서 비행하는 것의 어려움과 그러한 조건에서 특히 편대 리더와 분리될 위험을 고려하여 인간의 인식에 미치는 영향을 설명했다. 스미스에 따르면 윙맨은 쉬운 킬을 포기하는 대가를 치르더라도 리더와 함께 남을 것으로 예상된다.

## 같이 보기
- 도그파이트